# Odontocarya membranacea
Odontocarya membranacea är en tvåhjärtbladig växtart som först beskrevs av Albert Charles Smith, och fick sitt nu gällande namn av R.Ortiz. Odontocarya membranacea ingår i släktet Odontocarya och familjen Menispermaceae. Inga underarter finns listade i Catalogue of Life.